# Гавелка, Ян
Ян Гавелка (чеш. Jan Havelka, 23 ноября 1839, Лочтице Автрийская империя (ныне район Шумперк, Оломоуцкого края Чехии) — 20 октября 1886, Оломоуц) — чешский и моравский этнограф, писатель

, педагог, редактор. Просветитель Моравии.

## Биография
Изучал историю, географию, библиотечное и архивное дело на философском факультете Венского университета. Участвовал в издании Моравских студенческих журналов Kvasnice и Lípa moravská.
Учительствовал. Преподавал чешский язык. В 1873 году основал и редактировал журнал Comenius, целью которого было обучение и национальное просвещение населения Моравии, издание высоко ценилось. Его художественный журнал «Koleda» также был рассчитан на широкий круг читателей.
Один из основателей Музея национальной истории в Оломоуце.
Ян Гавелка является автором ряда научных статей в области педагогики, истории, археологии и географии, но он также писал художественную прозу. Опубликовал популярные моравские легенды, книги путешествий, мемуары, учебные пособия и учебники.
Печатался под псевдонимами Ломницкий, Грубый, Хаенский и Лостице.
Умер в результате инсульта.

## Избранные публикации
- Cesty po Moravě
- Kratičké dějiny Moravy
- Obrázky z mladých let
- Obrázky z přírody